# Kukuciszki (gmina)
Kukuciszki – dawna gmina wiejska istniejąca na Wileńszczyźnie (obecnie na Litwie). Siedzibą władz gminy było miasteczko Kukuciszki.
Początkowo gmina należała do powiatu święciańskiego w guberni wileńskiej. 7 czerwca 1919 jednostka weszła w skład utworzonego pod Zarządem Cywilnym Ziem Wschodnich okręgu wileńskiego, przejętego 9 września 1920 przez Tymczasowy Zarząd Terenów Przyfrontowych i Etapowych.
W związku z powstaniem Litwy Środkowej 9 października 1920, jednostka – jako jedyna powiatu święciańskiego – nie znalazła się w jej strukturach, lecz weszła w skład Litwy (Kowieńskiej).